# Castro del Río
Castro del Río è un comune spagnolo di 8 094 abitanti situato nella comunità autonoma dell'Andalusia.